# Dziewczynka i niedźwiedź
Dziewczynka i niedźwiedź (ros. Девочка и медведь, Diewoczka i miedwied) – radziecki krótkometrażowy film animowany z 1980 roku w reżyserii Nataliji Gołowanowej powstały na motywach rosyjskiej bajki ludowej Masza i niedźwiedź. Scenariusz napisał Władimir Gołowanow.

## Fabuła
Historia małej Maszy, która zgubiwszy się w lesie trafia do domu niedźwiedzia.

## Obsada (głosy)
- Jurij Wołyncew jako niedźwiedź
- Marina Chazowa jako Masza

## Wersja polska
- Wersja polska: Studio Opracowań Filmów w Warszawie
- Reżyseria: Izabela Falewicz
- Tekst: Elżbieta Kowalska
- Dźwięk: Stanisław Uszyński
- Montaż: Gabriela Turant
- Kierownictwo produkcji: Tadeusz Szatkowski

Źródło: